# Pharaonus lederi
Pharaonus lederi är en skalbaggsart som beskrevs av Edmund Reitter 1888. Pharaonus lederi ingår i släktet Pharaonus och familjen Rutelidae. Utöver nominatformen finns också underarten P. l. turcmenius.